# قاره، قنا
قاره (به عربی: القارة)، روستایی از توابع شهرستان ابو تشت در استان قنا و کشور مصر است.

## جمعیت
براساس سرشماری سال ۲۰۰۶ مصر، جمعیت آن ۱۲۸۹۴ نفر(۶۲۶۷ مرد و ۶۶۲۷ زن) بوده‌است.